# Тихон Вікторія Сергіївна
Вікторія Сергіївна Тихон (біл. Вікторыя Ціхан; нар. 4 вересня 2001) — білоруська футболістка, нападниця.

## Життєпис
Народилася в Мінську. Футболом розпочала займатися в 2011 році в школі «Мінська» (перший тренер — Олександр Суворов). У дорослій команді виступає з 2018 року, також викликалася в збірні Білорусі U-17 та U-19.
У 2021 році перейшла в команду «Рязань-ВДВ».

## Досягнення
командні
- Чемпіонат Білорусі
  -  Чемпіон (2): 2018, 2019
  -  Срібний призер (1): 2020

- Кубок Білорусі
  -  Володар (2): 2018, 2019
  -  Фіналіст (1): 2020

- Суперкубок Білорусі
  -  Володар (3): 2018, 2019, 2020

особисті
- учасниця Ліги чемпіонів